# ماچکا
ماچکا (به ترکی استانبولی: Maçka) شهری است در کشور ترکیه که در استان ترابزون واقع شده‌است. جمعیت این شهر بر اساس سرشماری سال ۲۰۰۸ میلادی ۶٬۲۶۲ نفر و بر اساس برآوردهای سال ۲۰۰۹ میلادی ۷٬۴۶۱ نفر می‌باشد.